# グリーンフィッシュ (潜水艦)
グリーンフィッシュ (USS Greenfish, SS-351) は、アメリカ海軍の潜水艦。バラオ級潜水艦の一隻。艦名のGreenfish
は、漠然と「緑色の魚」を指す。アメリカ公文書はベラ科の一種を由来と述べており、大西洋中央部の孤島セントヘレナ・アセンションおよびトリスタンダクーニャに生息するアセンション・ラスやセントヘレナ・ラスの通称が該当する。

## 艦歴
グリーンフィッシュは1944年6月29日にコネチカット州グロトンのエレクトリック・ボート社で起工した。1945年12月21日にトーマス・J・ドイル夫人によって命名、進水し、1946年6月7日に艦長R・M・メトカーフ中佐の指揮下就役する。
グリーンフィッシュは1946年7月22日から9月13日まで整調巡航を行い、コロンビアのバランキヤ、パナマ運河地帯、ペルーのカヤオ、ヴァージン諸島のセント・トーマス島を訪問した。ニューロンドン沖およびチェサピーク湾での訓練を年末まで行い、1947年初めにはカリブ海での艦隊訓練を行う。1947年2月11日に初の航空母艦（フランクリン・D・ルーズベルト）からのヘリコプターによる乗員移乗を達成した。
合衆国沿岸およびカリブ海での様々な訓練の後1948年1月8日にエレクトリック・ボート社のドックに入渠、GUPPY II 改修が行われた。この改修でシュノーケルが装備され、また、セイル部分が拡大された。加えてバッテリーの改良によって水中における速度と活動時間が改善された。
作業完了後1948年8月21日にニューロンドンに帰還、グリーンフィッシュは2度目の整調巡航を9月1日に開始した。巡航には大西洋艦隊潜水艦部隊指令のジェームズ・ファイフ少将が同乗した。9月9日にパナマ運河を通過し、バルボアでの訓練を行った後9月24日にニューロンドンに帰還した。
グリーンフィッシュは太平洋艦隊に配属され、10月23日に真珠湾に向けて出航する。1948年11月25日に新たな母港に到着した。1950年にはピュージェット・サウンドにおいて対潜水艦戦演習および港湾防衛訓練を行い、メア・アイランドでオーバーホールを行った後は1951年まで真珠湾近海での作戦活動に従事した。
1951年11月15日に真珠湾を出港したグリーンフィッシュは日本の横須賀に向かい、朝鮮戦争支援任務に就く。1952年1月31日から3月1日まで哨戒を行い、沖縄での演習に参加した後6月2日にハワイに帰還した。近海での作戦活動および特別任務を行い、1954年11月5日に真珠湾海軍造船所に入渠、近代化オーバーホールが行われた。
作業は1955年7月6日に完了し、9月15日に第7艦隊での任務に向けて出航、29日に横須賀に到着した。10月19日から11月15日までグリーンフィッシュは特別任務に就き、その後東南アジアへの巡航を行う。2ヶ月におよぶ巡航ではマニラ、シンガポール、ラングーン、香港を訪問し、ラングーンではビルマ首相ウー・ヌの訪問を受けた。沖縄および横須賀での訓練後、グリーンフィッシュは1956年3月13日に真珠湾に帰還した。
続く5年にわたってグリーンフィッシュは真珠湾近海での作戦活動、特別任務および本国近海での演習、定期的なオーバーホールを行う。1960年12月15日に真珠湾海軍造船所に入渠し、FRAM 改修およびGUPPY III 転換が行われた。この改修で船体は15フィート延長され、バッテリーおよび他の装備が加えられた。
作業が完了すると1961年7月28日に整調のため出港し、真珠湾での活動を行った後12月には第7艦隊での任務に向けて出航する。グリーンフィッシュは特別任務に加えて様々な艦隊活動および対潜水艦戦訓練、香港、マニラ、沖縄といった港への訪問を行った。1962年6月に真珠湾に帰還、10月まで近海での作戦活動を行ったが、キューバ危機の発生により日本に派遣、第7艦隊の支援に当たった。12月にハワイに戻り、短期オーバーホールの後平時任務に復帰した。
真珠湾を拠点としてグリーンフィッシュは様々な対潜水艦戦訓練に参加した。1964年3月30日から9月4日までオーバーホールが行われ、その後太平洋への巡航から戻ると1965年1月27日に極東に向けて出航した。2月初めに日本に到着、続く4ヶ月にわたって日本およびフィリピンで第7艦隊と共に活動する。8月1日に真珠湾に帰還し、1966年まで定期的な訓練に従事した。1966年2月1日に再び西太平洋に展開し、7月1日に第7艦隊での任務を完了するとハワイに帰還、同月末に真珠湾での定時任務に復帰した。グリーンフィッシュは1967年まで太平洋艦隊潜水艦部隊での任務に従事した。

### ブラジル海軍で
グリーンフィッシュは1973年12月19日に退役、同日除籍された。相互防衛援助計画に基づきブラジル海軍へ売却され、アマゾナス (Amazonas, S-16) と改名された。艦名はアマゾン川に因み、その名を持つ艦としては8隻目であった。ブラジル海軍での活動後1992年10月15日に除籍され、リオデジャネイロのノーチラス・シー・パークで博物艦船として公開される予定であったが、その状態が公開に適しないと判断され、2001年にスクラップとして廃棄された。